# Georg Röttinger
Jakob Georg Röttinger (* 30. Dezember 1862 in Zürich; † 28. Februar 1913 ebenda) war ein Schweizer Glasmaler, der in Zürich tätig war.

## Leben
Der 1862 geborene Georg Röttinger begann wahrscheinlich schon früh, sich für das vom Vater Johann Jakob Röttinger (1817–1877) ausgeübte Kunsthandwerk zu interessieren. Er musste wohl auch bei kleineren Arbeiten wie beispielsweise dem Bleiziehen mithelfen. Nach dem Tod seines Vaters half er in der Glasmalerei Karl Andreas Wehrlis in Zürich mit, danach zog er nach Nürnberg, wo er bis 1884 er neben der Arbeit im Atelier des Glasmalers Hans Klaus die Abendschule an der Königlichen Kunstgewerbeschule besuchte.
Nach seinen Lehr- und Wanderjahren übernahm er 1887 das väterliche Geschäft zusammen mit seinem Bruder Heinrich Röttinger (1866–1948). Die folgenden 26 Jahre verbrachte er damit, grössere und kleinere Aufträge im In- und Ausland auszuführen. Zu seinen bekanntesten Werken gehören die Glasmalereien in der reformierten Kirche Oerlikon und die nicht mehr erhaltenen Fenster in St. Theodul in Sitten und der Universität Leipzig.
Infolge einer Blutkrankheit, die er sich möglicherweise beim häufigen Arbeiten mit Blei zugezogen hatte, starb Georg Röttinger am 28. Februar 1913 in Zürich. Er hinterliess keine Nachkommen. Die Werkstatt wurde von seinem Bruder Heinrich weitergeführt.
Der Nachlass des Glasmalerateliers Röttinger wird seit 2008 in der Zentralbibliothek Zürich verwahrt.